# 埃布納 (伊利諾伊州)
埃布納（英語：Ebner）是位於美國伊利諾伊州卡洛爾縣的一個非建制地區。該地的面積和人口皆未知。

## 地理
埃布納的座標為41°55′55″N 90°06′27″W / 41.93194°N 90.10750°W，而該地的平均海拔高度為189米（即620英尺）。